# Tenuipalpus albae
Tenuipalpus albae är en spindeldjursart som beskrevs av Meyer 1979. Tenuipalpus albae ingår i släktet Tenuipalpus och familjen Tenuipalpidae. Inga underarter finns listade i Catalogue of Life.